# Kaabna järv
Kaabna järv (järv = See) ist ein natürlicher See in der Landgemeinde Saaremaa im Kreis Saare auf der größten estnischen Insel Saaremaa. 450 Meter vom 4,6 Hektar großen See entfernt liegt der Ort Koovi und 100 Meter entfernt liegt die Ostsee. Mit einer maximalen Tiefe von einem Meter ist er sehr seicht.